# Džengis Čavušević
Džengis Čavušević, slovenski nogometaš, * 26. november 1987, Ljubljana.
Čavušević je v slovenski ligi igral za kluba Slovan in Domžale. Skupno je v prvi slovenski ligi odigral 52 prvenstvenih tekem in dosegel sedem golov. Od leta 2010 igra v švicarski ligi, najprej za Wil 1900, in od leta 2012 do 2016 za St. Gallen.
Za slovensko reprezentanco je debitiral 16. oktobra 2012 na kvalifikacijski tekmi proti albanski reprezentanci.